# درباره عربستان سعودی: مردم، گذشته، دین، اشتباهات و آینده
دربارهٔ عربستان سعودی: مردم، گذشته، دین، اشتباهات و آینده (به انگلیسی: On Saudi Arabia: Its People, Past Religion, Fault, Lines and Future) کتابی است به قلم کارن الیوت هاوس دربارهٔ اوضاع داخلی و آینده عربستان است.

## موضوع
کتاب در سال ۲۰۱۲ نوشته شده‌است. موضوع کتاب بحران‌های موجود در جامعه سعودی است. نویسنده تلاش کرده‌است برای هر کدام از این بحران‌ها راهکارها و پیشنهادهایی مطرح کند.

## انتشار کتاب
کتاب در سال ۲۰۱۲ توسط انتشارات Alfred A. Knopf در نیویورک منتشر شده‌است. همچنین در سال ۲۰۱۳ توسط انتشارات Vintage منتشر شده‌است.

## ترجمه کتاب
- کتاب با عنوان «عربستان سعودی: مردم، گذشته، مذهب، فاصله طبقاتی و آینده» با ترجمه سعید مؤتمن در ۲۸۸ صفحه از سوی انتشارات اوسانه منتشر شده‌است.[۴]
- کتاب با عنوان «هزارتوی سعودی» با ترجمه نگار باغبانی و ابراهیم موسوی با انتخاب و نظارت خانه متن سین از سوی نشر اسم منتشر شده‌است.[۵]
- کتاب با عنوان «عربستان زیر ذره بین (گذشته، ساکنان، مذهب، انحرافات و آینده آن)» با ترجمه مرجانه مسعودی و در ۳۸۴ صفحه به همت انتشارات امید رهاوی منتشر شده‌است.[۶]
- کتاب با عنوان {"درباره عربستان سعودی" مردم؛ گذشته، دین، خطوط گسست و آینده} نوشته خانم کارن الیوت هاوس برای اولین بار در ایران با همکاری مشترک مرتضی رجائی خراسانی و فاطمه مهسا کارآموزیان ترجمه شد و در سال 1394 با تیراژ 2500 و شماره شابک: 978-600-04-2777-1به چاپ رسید. صفحه آرایی این کتاب توسط فریده نادری انجام شد و لیتوگرافی، چاپ و صحافی متعلق به انتشارات پیام رسان می باشد.

## دیدگاه‌ها در مورد کتاب
- هنری کیسینجر مطالعه این کتاب را به همهٔ کسانی که به دنبال دیدگاه تازه‌ای نسبت به یکی از مهم‌ترین جوامع جهان اند، توصیه کرده‌است.[۷]
- زبیگنیف برژینسکی این کتاب را کتابی توصیف کرده‌است که رهبران آیندهٔ سعودی باید آن را به دقت بخوانند.[۷]
- سان فرانسیسکو کرونیکل از این کتاب به دلیل واکاوی دقیق جامعه عربستان تقدیر کرده‌است.[۸]
- واشینگتن پست از این کتاب به عنوان کتابی مهم یاد کرده‌است.[۹]
- کانزاس‌سیتی استار این کتاب را ستوده‌است.